# Perissomastix othello
Perissomastix othello är en fjärilsart som beskrevs av Edward Meyrick 1907. Perissomastix othello ingår i släktet Perissomastix och familjen äkta malar.
Artens utbredningsområde är Sri Lanka. Inga underarter finns listade i Catalogue of Life.